# Espace intermembranaire mitochondrial
- ATP synthase ;
- espace intermembranaire mitochondrial ;
- matrice mitochondriale ;
- crêtes (cristae) ;
- ribosomes ;
- membrane mitochondriale interne ;
- membrane mitochondriale externe ;
- ADN mitochondrial.

L'espace intermembranaire mitochondrial est situé entre la membrane mitochondriale externe et la membrane mitochondriale interne. Son contenu en ions et petites molécules tend à être semblable à celui du cytosol en raison des porines de la membrane externe qui laissent passer les molécules et autres espèces chimiques de petite taille — quelques kilodaltons tout au plus. Les molécules plus grosses — protéines, et notamment enzymes — peuvent également transiter entre le cytosol et la matrice mitochondriale à travers des translocases membranaires : la translocase de la membrane externe (en) (TOM) et la translocase de la membrane interne (en) (TIM).
L'espace intermembranaire mitochondrial tend à être acide en raison de la respiration cellulaire qui se déroule dans la membrane interne et engendre un gradient de concentration en protons par accumulation de ces derniers dans l'espace intermembranaire à partir de la matrice. Cette acidité est ensuite utilisée par l'ATP synthase de la membrane mitochondriale interne pour produire de l'Adénosine triphosphate par couplage chimiosmotique.